# كين ماكغريغور

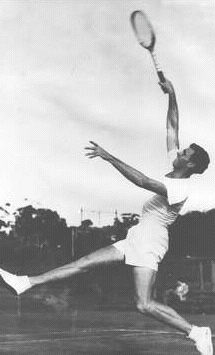
كين ماكغريغور

كين ماكغريغور (بالإنجليزية: Kenneth Bruce McGregor)‏ لاعب كرة مضرب أسترالي من مواليد 2 يونيو 1929 - حصل على بطولة أستراليا المفتوحة في 1952 و حصل هو و زميله فرانك سيجمان على سبع بطولات من الجراند سلام في ستنين متتاليتتين و هو انجاز لم يستطع أحد تكراره توفى في 1 ديسمبر 2007. بعد اصبته بسرطان المعدة

## روابط خارجية
- كين ماكغريغور على موقع AustralianFootball.com (الإنجليزية)
- كين ماكغريغور على موقع رابطة محترفي التنس (الإنجليزية)
- كين ماكغريغور على موقع الاتحاد الدولي لكرة المضرب (الإنجليزية)
- كين ماكغريغور على موقع كأس ديفيز (الإنجليزية)
- كين ماكغريغور على موقع قاعة مشاهير كرة المضرب الدولية (الإنجليزية)
- كين ماكغريغور على موقع اتحاد التنس الأسترالي (الإنجليزية)
- كين ماكغريغور على موقع بطولة ويمبلدون (الإنجليزية)
- كين ماكغريغور على موقع خلاصة التنس.كوم (الإنجليزية)
- كين ماكغريغور على موقع قاعة أستراليا للمشاهير الرياضية (الإنجليزية)